# Dinamo Fonds
Het Dinamo Fonds is een stichting en landelijk Nederlands vermogensfonds dat zich richt op het behoud van natuur, dierenwelzijn en cultureel erfgoed.  Het fonds ondersteunt de transitie naar een natuurinclusieve samenleving en investeert in projecten van ondernemers, initiatiefnemers, wetenschappers en ambachtslieden die bijdragen aan het behoud en herstel van biodiversiteit, natuur en het cultureel landschap in Nederland. Focus is het bevorderen van een leefomgeving waarin mens, dier en natuur in harmonie kunnen bestaan.

## Geschiedenis
Het fonds werd in 1991 opgericht onder de naam DVR-Stichting door financieel adviseur Donald E. van Raalte. Hij gebruikte het vermogen dat hij tijdens zijn carrière had opgebouwd om projecten te ondersteunen op het gebied van natuurbehoud, monumentenzorg en dierenbescherming.
De DVR-Stichting begon als een klein en stabiel fonds, waarbij uitsluitend het rendement van het kapitaal werd aangewend voor de financiering van projecten. In 2006 werd de naam gewijzigd in een samentrekking van de drie hoofdthema’s van het fonds: Dieren, Natuur en Monumenten (Di-Na-Mo).
Dankzij investeringen en aanvullende schenkingen van donateurs groeide het fonds gestaag. Van Raalte was persoonlijk betrokken bij de selectie van projecten en bleef actief binnen het fonds tot zijn terugtreden in 2016. Na zijn overlijden in 2018 op 98-jarige leeftijd liet hij een aanzienlijk deel van zijn vermogen na aan het fonds, waarmee de continuïteit van de doelstellingen gewaarborgd bleef.